# David Golder
Vous lisez un « article de qualité » labellisé en 2019.
Pour les articles homonymes, voir David Golder (homonymie) et Golder.
David Golder est un roman d'Irène Némirovsky (1903-1942) paru en 1929 et dont le succès l'a révélée comme écrivaine.
Issu d'un ghetto de la Zone de résidence de l'Empire russe, le héros éponyme a émigré en France, où il a amassé une fortune considérable grâce à sa vénalité et en se montrant implacable dans des spéculations financières parfois douteuses. Il fait faillite alors que des problèmes cardiaques l'obligent à se ménager. À bout de forces, ce n'est pas pour lui-même, ni même pour sa femme cupide, mais pour leur fille, frivole et égoïste, qu'il part négocier un important contrat pétrolier en Union soviétique, où son destin est scellé.
Inspiré à Némirovsky par sa propre détestation des milieux de parvenus que fréquentent ses parents, ce roman de mœurs contemporaines qui vire au drame existentiel séduit, lors de sa publication, pour la peinture sévère et sans concession qu'il fait de l'ordre bourgeois et du règne de l'argent.
Des critiques visent en revanche sa représentation des Juifs, empreinte de stéréotypes, même si l'auteure est elle-même juive et affirme s'être fondée sur des observations personnelles, loin de toute généralisation antisémite. La polémique a ressurgi aux États-Unis, dans les années 1990 et 2000, quand les livres d'Irène Némirovsky, qui étaient tombés dans l'oubli après sa mort en 1942 au camp d'extermination d'Auschwitz, ont été redécouverts et lui ont acquis une seconde notoriété. Certains journalistes anglo-saxons, s'appuyant en particulier sur les traits moraux des personnages de David Golder, ont cru pouvoir faire de l'auteure un parangon de la haine de soi juive.
Cependant, en rappelant que ce roman est antérieur à la victoire du nazisme en Allemagne et à la Shoah, les commentateurs de l'œuvre de Némirovsky se montrent plus nuancés dans l'analyse de ses rapports avec la judéité, des rapports qui, tout en faisant place à une dimension interrogatrice ou morale, voire accusatoire, sont loin d'être univoques, et s'avèrent fondés davantage sur des condamnations individuelles que sur une essentialisation collective.

## Genèse et rédaction

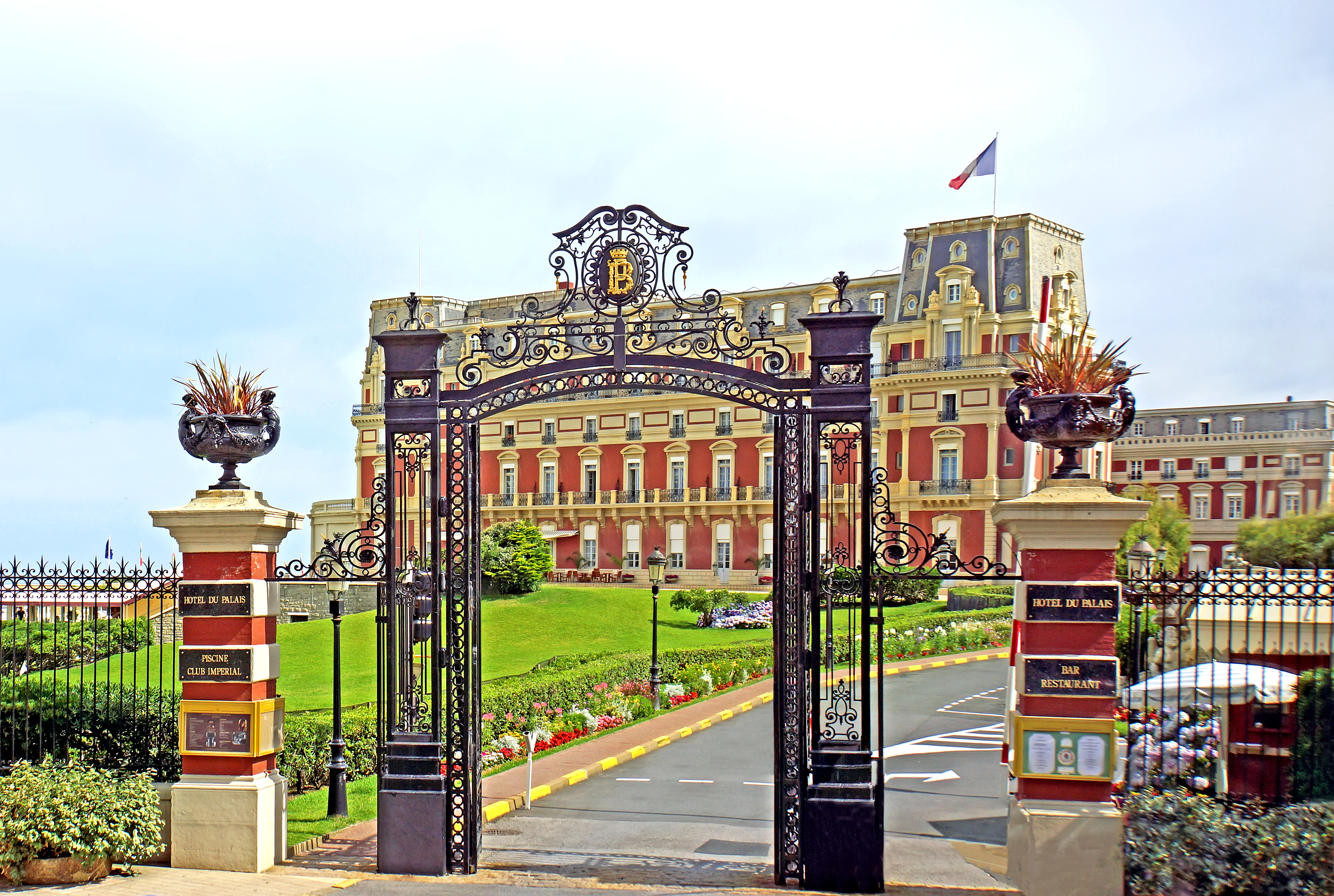
L'hôtel du Palais, où les Némirovsky sont plusieurs fois descendus.

Irène Némirovsky travaille environ quatre ans au manuscrit de David Golder tout en publiant quelques textes courts.
L'idée lui en serait venue en 1925 au cours de ses dernières vacances de jeune fille avec ses parents, dans un palace de Biarritz : si elle n'y a peut-être pas croisé personnellement Alexandre Stavisky, elle a pu contempler, écrira-t-elle, le « spectacle de tous ces oisifs détraqués et vicieux, de tout ce monde mêlé de financiers douteux, de femmes à la recherche de plaisir et de sensations nouvelles, de gigolos, de courtisanes, etc. ».
Voulant décrire le milieu des hommes d'affaires juifs d'origine russe qu'elle côtoie depuis sa petite enfance, elle songe à son père, banquier qui ne fait plus que spéculer à court terme, et au couple factice qu'il forme avec sa mère : celle-ci fuit la vieillesse dans l'adultère, tandis que lui ferme les yeux, ils n'ont plus en commun que de l'argent et leur fille — bon sujet de scénario. Elle s'inspire aussi de magnats du pétrole et du milliardaire Alfred Loewenstein, dont les projets de lotissement pour élite richissime défraient alors la chronique de la côte basque.
Dans une première version de début 1926, le héros, qui a fait fortune aux États-Unis en vendant de tout, rêve de bâtir sur des marais une ville paradisiaque baptisée « David Town » ; sa femme Ruth veut être appelée Bella ; sa fille, Joy ou Joyce, est une évaporée ingrate : ce trio judéo-russe déraciné et déchiré par l'avidité est calqué sur la jeunesse d'Irène ; il se ressoude toutefois au souvenir des humiliations ou des pogroms et la parabole l'emporte sur la satire.
Fin juillet, Irène épouse Michel Epstein, juif russe émigré comme elle : ils vivent dans l'aisance matérielle et elle dispose pour écrire de tout le temps qu'elle ne passe pas à recevoir ou à être, comme elle dit, « l'épouse tout court » de son mari. Elle prétend vouloir juste se distraire mais matin et après-midi, allongée sur un divan, applique déjà la méthode d'Ivan Tourgueniev : imaginer pour soi tous les personnages, même des détails physiques, moraux ou biographiques inutiles au récit, puis n'en garder que les traits saillants. Par ailleurs, elle s'informe sur les banqueroutes, le droit des successions, les maladies de cœur ; elle passe l'automne 1928 à compulser des revues pétrolières. Elle visite pour la première fois la rue des Rosiers et le Marais, quartier juif populaire de Paris.

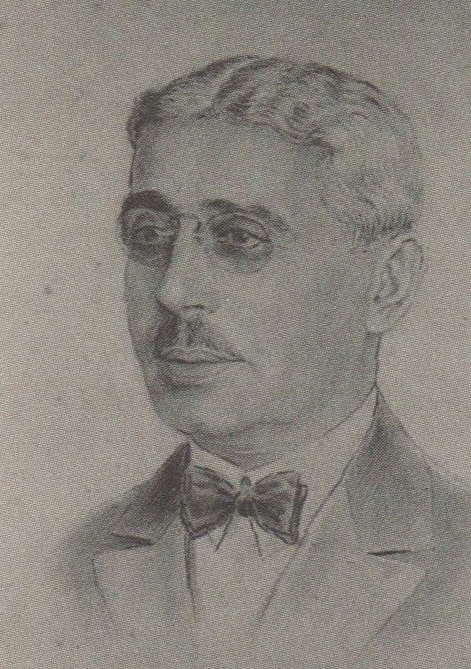
Léon Némirovsky, père d'Irène (avant 1914).

David Golder est réécrit trois fois en trois ans, trouvant au second semestre 1928 le style concis et brutal qui en fera le succès. Très attachée à son père, Irène transforme progressivement le héros en une sorte d'homme de peine dont est bafouée jusqu'à la dignité paternelle, ce qui renforce la dimension morale de l'intrigue. Michel, son premier lecteur, l'encourage aussi à transcender la relation conflictuelle qu'elle a avec sa mère — sujet de L'Ennemie, paru en 1928 sous le pseudonyme de Pierre Nerey dans la revue Les Œuvres libres de Fayard.
Ce mensuel littéraire avait publié en 1927 L'Enfant génial, conte sur un poète qui perd l'inspiration en quittant le ghetto : il édite encore en février 1929 Le Bal, courte variation sur le conflit mère-fille rédigée, précise l'auteur, « entre deux chapitres de David Golder », qui piétinait,. À la fin de l'été, enceinte de six mois, Irène Némirovsky met le point final à son manuscrit.

## L'univers de la fiction

### Résumé
Paris, 1926. Une âpre dispute oppose le spéculateur David Golder à son vieux partenaire Simon Marcus : celui-ci lui demande de l'aider à se renflouer en lui revendant des actions pétrolières russes sans valeur ou en relançant avec lui des négociations dans la région de « Teïsk », en Union soviétique. Responsable des difficultés de Marcus, qu'il a doublé pour ne pas l'être lui-même en s'alliant au banquier Tübingen, Golder refuse : il liquide de ce fait leur association à la tête de la « Golmar ». Marcus se suicide le soir même dans une maison close.
Plus tard, à bord du train de nuit qui l'emmène à Biarritz rejoindre sa femme Gloria et leur fille Joyce, Golder frôle l'arrêt cardiaque. Il trouve sa luxueuse villa envahie comme d'habitude par quantité de parasites, parmi lesquels Hoyos, vieil amant de Gloria, Fischl, escroc notoire, et Alexis, aristocrate décadent dont Joyce est éprise. À force de cajoleries, la jeune femme, qui mène une vie aussi dispendieuse que dissolue, persuade son père de jouer pour elle au casino : au petit matin, épuisé, il lui donne 50 000 francs puis s'écroule, victime d'un infarctus.
Épouvantée à l'idée de devoir renoncer à son train de vie si son mari décède mais aussi s'il se retire des affaires, Gloria lui cache la gravité de son état. Lui-même est las de travailler dur et de payer pour les autres : toutefois, les valeurs de la Golmar P s'étant effondrées, il voudrait encore se montrer sur les places boursières et se rendre à Teïsk régler un accord amorcé par Tübingen. Sa femme le harcèle pour qu'il mette à son nom plus que les biens meubles qu'elle a déjà : Golder lui ayant signifié que tout irait à Joyce, elle lui révèle que sa fille n'est pas de lui mais de Hoyos.

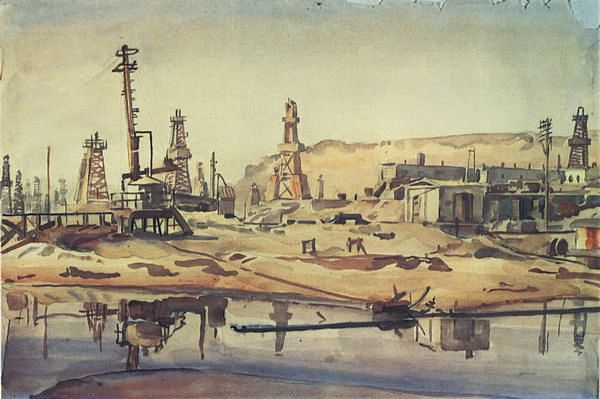
Constantin Bogaïevski, Gisement de pétrole à Bakou (1930).

La faillite de David Golder est consommée, sa maison de Biarritz vendue. Rongé par la maladie et la tristesse, il vivote seul dans son appartement parisien vidé par sa femme pour vendre les meubles ; le soir il joue aux cartes avec son ami Soifer, millionnaire avare. Tübingen tente en vain de le convaincre d'aller en URSS défendre leurs intérêts. C'est alors que surgit Joyce, toujours aux abois et prête à épouser pour son argent le vieux Fischl : révulsé à cette idée, David cède une fois encore à sa tendresse pour elle, mais aussi à son orgueil d'homme d'affaires : il refuse de laisser Fischl se vanter d'avoir pris sa fille dans la misère : « Et puis, il dira, le salaud… « la fille de Golder que j'ai prise avec rien… une 
chemise sur le dos !… » ».
Après quatre mois de discussions acharnées, Golder finalise le contrat d'exploitation et de commercialisation du pétrole de Teïsk avec les représentants du gouvernement soviétique. La signature du contrat le laisse dans un état lamentable, qu'il empire en allant en voiture à Teïsk, où il embarque pour la France du port de la mer Noire d'où il était parti étant jeune. La traversée est très houleuse et il fait une nouvelle crise cardiaque. Soutenu par un jeune émigrant juif qu'il tente de dissuader de courir après la fortune, il se met à délirer en yiddish et s'éteint après avoir vu défiler jusqu'à ses plus lointains souvenirs du shtetl. Il meurt en demandant au jeune juif de rendre visite au notaire Seton et à Tübingen afin de mettre sa fille à l'abri du besoin.

### Aspects formels
La composition simple et le style trivial de David Golder le rendent très vivant.
Chronologique, le récit est découpé en courts chapitres non numérotés et sans titres : Paul Renard fait remarquer chez la romancière, qui s'essaiera plus tard à une écriture de type scénaristique, ces blocs narratifs pareils à des séquences, ainsi que l'absence de longues descriptions et l'abondance de dialogues.
Ceux-ci frappent par un registre de langue familier voire cru. Après le « non » initial — dont l'auteur était très fière — qui plonge le lecteur in medias res, en pleine conversation entre Golder et Marcus, l'incipit donne le ton : « En 1920, quand tu les as achetées, tes fameuses pétrolifères, ça valait quoi ? […] Maintenant tu te rends compte que des terrains pétrolifères en Russie, en 1926, pour toi, c'est de la merde ? Hein ! » Le texte est cousu de telles répliques sans fioritures, comme dans une scène où Gloria s'emporte contre David : « Brute !… Chien !… Tu n'as pas changé !… […] Je ne t'ai pas trompé… Car on trompe un mari… un homme qui couche avec vous… qui vous donne du plaisir… Toi !… Mais il y a des années que tu es un vieillard malade… une loque… » À mesure que le protagoniste renoue avec ses origines, Némirovsky ajoute quelques mots de yiddish, langue de son père.
Le langage hargneux voire « ordurier » pointé à l'époque par certains critiques va de pair avec des détails qu'ils jugent vulgaires, tels les sous-entendus de Joyce sur le voyeurisme de Hoyos. La romancière manie l'art de la suggestion comme les amplifications quasi épiques. Si elle se contente ainsi d'indiquer que Golder suffoque quand Marcus quitte son bureau, signe d'un premier malaise, elle rend spectaculaire sa chute au casino : « Et au même moment, le grand corps bascula d'une manière étrange et effrayante ; il leva les deux bras en l'air, laboura le vide, puis s'écroula, avec ce bruit sourd et profond, comme un gémissement, qui semble monter des racines vivantes d'un arbre abattu, jusqu'à son cœur ».
Némirovsky utilise en outre, de façon semble-t-il intuitive, des techniques narratives qu'elle systématisera après avoir lu des ouvrages sur l'art de la fiction : le point de vue interne (ici celui du héros) et le discours indirect libre. Par exemple, contrairement à celle de Soifer qui est assumée par le narrateur, la description de Fischl faite à la troisième personne traduit la vision que Golder a de lui, ce qui introduit une ambiguïté.

### Principaux personnages
« Je me suis, certes, servie d'éléments authentiques, mais épars », précise Irène Némirovsky. Hormis le héros, presque aucun des personnages de ce milieu d'affaires essentiellement juif n'échappe par ailleurs à la caricature.

#### David Golder

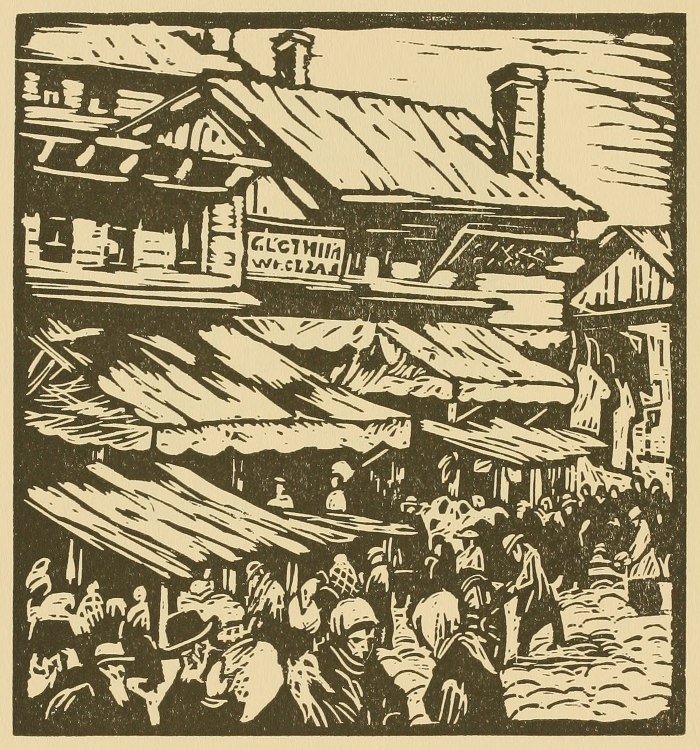
Todros Geller, Making business (1925) : Maxwell Street, quartier juif de Chicago entre 1880 et 1920.

Le protagoniste, qui « n'entre dans aucun schéma prédéfini », domine le roman par sa stature et sa complexité.
Archétype du « self-made man », David Issakitch Golder tient de Léon Némirovsky ou de Henri Deterding, parti de rien avant de fonder la Shell avec son concurrent Marcus Samuel, autant que d'Alfred Loewenstein. À soixante ans passés, énorme, Golder se souvient avoir été « un petit Juif maigre, aux cheveux roux, aux yeux perçants et pâles, les bottes trouées, les poches vides », obligé de dormir dehors quand il était chiffonnier à Moscou, Chicago ou New York. Devenu un bourreau d'affaires redouté, il « doit donner, souhaite Irène Némirovsky, une impression de pierre massive » malgré son corps mou et sa toux d'asthmatique,. Il est à peu près exempt de stéréotypes caricaturaux, excepté son nez qui se transforme peu à peu jusqu'à devenir « énorme, crochu, comme celui d'un vieil usurier juif ».
Sous la rudesse voire la muflerie de ses manières, Golder offre un mélange d'orgueil, de générosité et de cruauté. Il est aussi « un héros de la lucidité, que les apparences n'abusent pas » : il se sait, malgré leur hypocrisie, haï par ses rivaux, méprisé par sa femme, manipulé par sa fille. Il n'est pour elles et leur clique qu'une machine à gagner de l'argent, « condamné à ce rôle par l'or inscrit dans son nom » — « gold » désignant l'or en anglais ou en allemand ainsi qu'en yiddish. Son impuissance sexuelle raillée par Gloria peut être interprétée comme la rançon de sa toute-puissance financière : même si son legs à Joyce réinstaure une paternité symbolique, la banqueroute de David Golder, ni homme ni père, est d'abord personnelle.
Sa clairvoyance et sa grandeur le distinguent des autres personnages. Réalisant que la respectabilité ne s'achète pas et qu'il n'a fait toute sa vie que « payer pour » (dans les deux sens, dépense et expiation), il se demande pour qui, pourquoi, et commence à se détacher des affaires. David Golder est un homme qui dit « non » à son associé, à sa femme et à son amant, à sa fille qui veut tout pour le sien, à sa propre destinée d'affairiste et à l'idée même de richesse. S'il finit par accepter pour Joyce une entreprise suicidaire, il a cherché dans une retraite quasi monacale à conjurer la fatalité de l'argent qui lui a ruiné la santé et l'âme.
À mesure qu'il entre en solitude, Golder renoue avec son identité juive refoulée : dans la gargote de la rue des Rosiers où Soifer l'emmène manger du poisson farci ; dans le port qu'il reconnaît comme s'il l'avait quitté la veille ; sur le bateau où l'émigrant est un double de lui-même jeune ; mourant, lorsqu'il retrouve sa langue, revoit sa maison d'enfance et croit entendre sa mère l'appeler. L'agonie de Golder et ses méditations angoissées sur le sens de la vie lors de sa première attaque ont été rapprochées de La Mort d'Ivan Ilitch, source probable de la romancière qui admirait beaucoup Tolstoï.
Quand il meurt auprès du jeune migrant, conclut Jonathan M. Weiss, « la boucle est bouclée : Golder est l'éternel étranger, le Juif errant ».

#### La mère, la fille et leurs gigolos

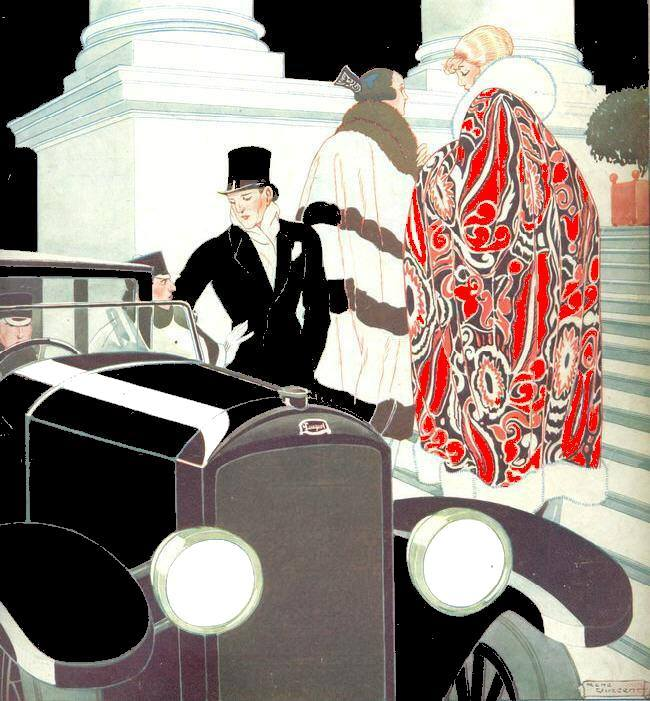
René Vincent, couverture de Automobilia (juillet 1922).

Irène Némirovsky s'inspire en partie de sa mère et d'elle-même pour imaginer l'entourage de David Golder.
Fille d'un usurier sortie du ghetto de Kichinev grâce à son mari, Gloria Golder cherche à exorciser la pauvreté et ses origines, jusqu'à son prénom de Havké. Couverte de bijoux, fardée à outrance, obsédée par l'argent et le souci de rester désirable, Gloria tolère son mari tant qu'elle peut piller sa fortune. « Elle fait partie de la galerie des épouses et des mères égoïstes, cupides et infidèles qui peuplent l'œuvre de Némirovsky » et ressemblent à sa propre mère. Fanny Némirovsky en effet — qui avait changé son prénom d'Anna — était une mauvaise mère, avare, irrationnellement hantée par le spectre du ghetto, ainsi qu'une femme adultère effrayée par celui de l'âge : l'ayant surprise avec un de ses amants, sa fille lui avait voué une haine dont résonne encore David Golder, moins toutefois que L'Ennemie ou Le Bal.

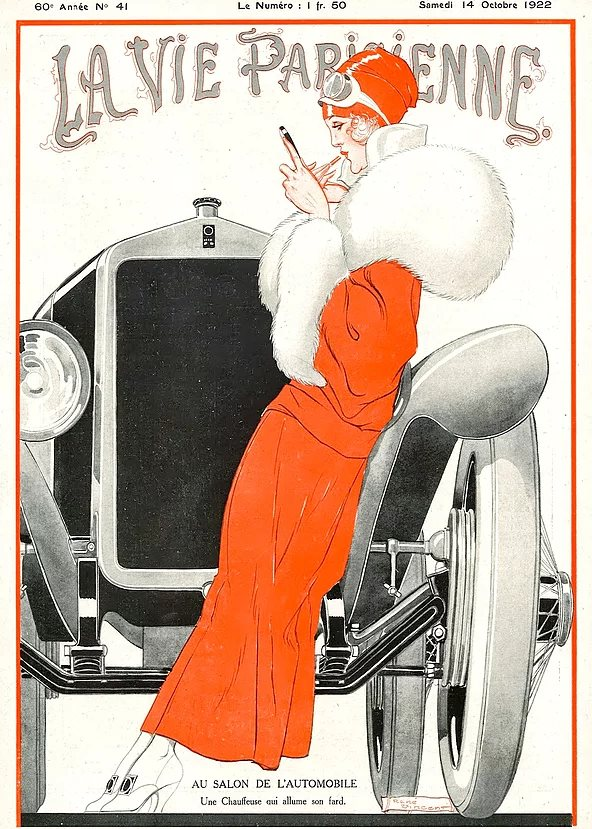
R. Vincent, couverture de La Vie Parisienne (octobre 1922).

Avec Joyce, Irène dresse selon Olivier Philipponnat et Patrick Lienhardt un sévère autoportrait au passé, qu'elle regrettera ensuite. Pressée de vivre, de jouir en disposant librement de son corps, Joyce incarne la frénésie des années folles doublée d'un individualisme sans scrupule. Écervelée, mais qui sait compter : les commentateurs soulignent qu'avec des chatteries presque incestueuses, elle joue cyniquement à son père illégitime la comédie de l'amour filial pour en obtenir de l'argent ou une nouvelle auto.
Si Golder l'appelle « Joy » car elle fait sa joie, il la traite aussi de « grue » : il connaît ses frasques et mesure douloureusement la « dégradation d'un lien affectif dont seul le besoin sans cesse plus impérieux d'argent entretient l'illusion » — d'où le parallèle souvent fait entre David Golder et Le Père Goriot, qu'Irène Némirovsky n'avait d'ailleurs pas lu à l'époque. Par ses demandes insatiables, Joyce pourrait incarner enfin une part infantile de Golder, celle qui rêve de compenser les frustrations d'une enfance pauvre par l'accumulation.
Le lecteur entrevoit la foule interlope de « tous les escrocs, les souteneurs, les vieilles grues » invités ou entretenus aux frais de Golder. Hoyos (« trous », « vides » en espagnol) « est le type du beau gigolo » sur le retour : l'aventurier vivant aux crochets de Gloria se révèle être un pervers qui épie sa fille naturelle au lit avec son amant. Quant à celui-ci, éphèbe issu d'une ancienne famille régnante, il désire Joyce sans pour autant renoncer à d'autres liaisons, notamment avec la vieille lady qui rémunère ses services.

#### Les hommes d'affaires
Seuls Soifer et Fischl, assure la romancière, ont été « directement emprunté[s] à la réalité ».
Tübingen est un vieux financier de grande envergure. Discret, doté d'une « figure puritaine, pâle, aux lèvres serrées », il incarnerait un capitalisme protestant : à la conception égocentrique et nihiliste de Golder, il oppose l'idéal d'une transmission patrimoniale non tant du profit amassé, prêté par Dieu, que de l'activité elle-même, où il se montre à la fois ambitieux et pragmatique.
Marcus, l'associé juif de Golder, est pour son auteur un modèle d'assimilation au point qu'elle ne veut pas savoir d'où il vient. Mais au-delà de ses toiles de maîtres et de ses relations mondaines, elle lui prête un « appétit oriental des femmes » qui lui fait choisir le Chabanais, célèbre lupanar de l'époque, pour mettre fin à ses jours.
Soifer, immensément riche, « était d'une avarice qui confinait à la folie » : le narrateur en énumère les manifestations extravagantes (habiter un meublé sordide, se refuser la dépense d'un taxi, d'un dentier, économiser ses semelles en marchant sur la pointe des pieds) qui semblent « relever de la comédie de Molière ». Golder s'en amuse et apprécie Soifer pour le regard empreint d'humour noir et de nostalgie qu'il porte sur l'univers miteux de leur jeunesse.
Fischl n'apparaît qu'une fois en personne : escroc avouant sans honte avoir fait de la prison, c'est « un petit Juif gras, roux et rose, l'air comique, ignoble, un peu sinistre, avec ses yeux brillants d'intelligence derrière les fines lunettes à branches dorées, son ventre, ses petites jambes faibles, courtes et tordues, ses mains d'assassin ». Jonathan Weiss juge cette description « plus stéréotypée que réelle », et Susan Rubin Suleiman rappelle que Fischl est vu par un Golder furieux d'être délogé de sa propre chambre : l'homme lui paraît un miroir déformé de lui-même qui « parle et agit trop comme un Juif vu par les antisémites ».
Soifer et Fischl sont les plus cités à charge par les détracteurs d'une œuvre où la présence de stéréotypes négatifs sur les Juifs pose question.

### Thèmes essentiels
Si la thématique de ce « roman des origines » peut être affinée, Irène Némirovsky ne niait pas y avoir articulé richesse, dépravation et judéité.

#### Argent et spéculation
« Vous voulez savoir pourquoi le monde des affaires tient tant de place dans mes romans ? Mais simplement, expliquait la romancière à Robert Bourget-Pailleron en 1936, parce que j'ai là-dessus beaucoup de souvenirs personnels. […] C'est sous l'aspect des conflits d'argent que me sont apparus les premiers drames dont mon esprit ait été témoin. »
Quand sa fille lui montre les épreuves de David Golder, Léon Némirovsky dit n'y voir « pas de trop grosses bêtises ». Le lecteur peut être bluffé par le jargon boursier et les avalanches de chiffres, d'autant que les détails des tractations sont elliptiques. Un chroniqueur de la Revue pétrolifère saluait d'ailleurs les talents d'illusionniste de l'auteur et trouvait très crédible non le tableau du marché pétrolier mais le personnage du spéculateur qui mise sur des mirages en ignorant les réalités industrielles.

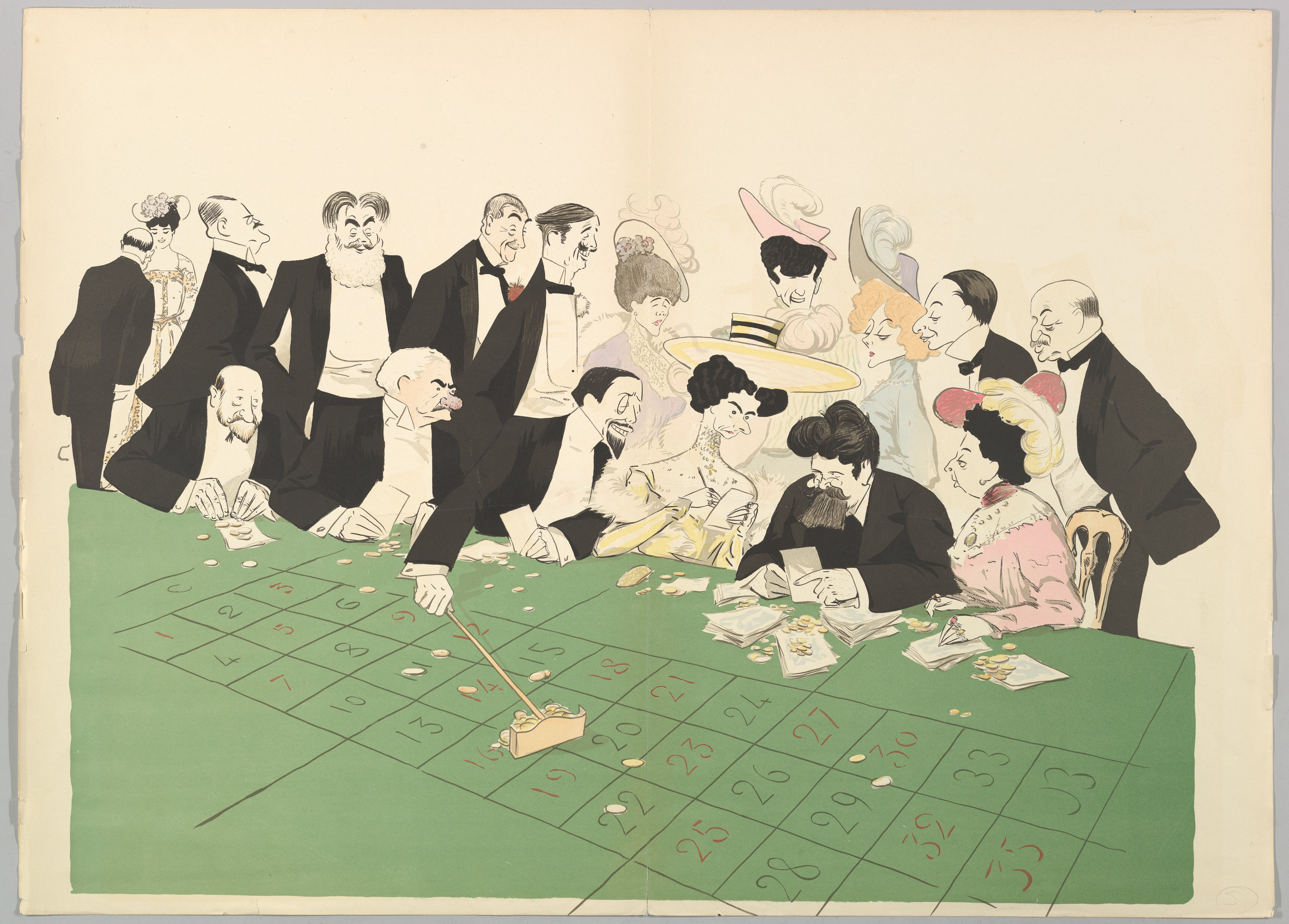
La Roulette (1910) par Sem, dont Irène Némirovsky appréciait les caricatures.

Tout ce que Golder a bâti — sa fortune et partant, sa vie familiale — s'effondre comme un château de cartes. Le profit ne résulte jamais ici d'une stratégie d'expert mais d'une martingale, ce que symbolise la scène du casino où le héros perd puis regagne un million en une nuit : elle offre une parodie de ses activités et une image altérée du financier en joueur professionnel. Pour Jacques Poirier, ce roman montre les aléas d'un monde tournant le dos à un capitalisme basé sur le réel et des valeurs refuges tangibles — auxquelles s'accrochent Soifer, Gloria ou la veuve de Marcus — pour basculer dans une économie spéculative où les signes se substituent aux choses : « La dématérialisation des avoirs et leur déterritorialisation font de David Golder un être sans feu ni lieu, un Juif errant de luxe. »

#### Corruption des mœurs
L'argent et l'adultère tiennent une grande place chez Némirovsky parce qu'au-delà de son histoire personnelle, elle porte un jugement moral sur le monde.
Lors d'un entretien, elle déclarait mettre en scène l'asservissement de la société à l'argent et les violentes luttes qui en découlent. Dans ses récits la comédie bourgeoise se mue en tragédie : prolongeant une vision balzacienne, l'argent non seulement y régit la sphère économique mais y « informe le régime des passions ». Indépendamment de ses opinions de droite, la romancière raisonne en matérialiste, estime Jacques Poirier, car dès David Golder l'argent gouverne les relations humaines, modelées sur les rapports marchands, et les classes possédantes n'échappent pas à cette aliénation.
« Avec une fille de famille aux allures de fille de joie et une maîtresse de maison en tenancière », la villa de Golder tient du lupanar. Là où chez Marx le prolétaire vend sa force de travail pour un salaire misérable, chez Némirovsky « hommes et femmes vendent leur force de séduction » et en vivent plutôt bien : ceci met à nu le cynisme d'une société qui a renié la pudeur et l'éthique ainsi que la décadence d'une ploutocratie sans honneur ni vertu. L'aristocratie se dégrade en demi-monde, la valeur-travail n'a plus cours, « le corps se vend, s'achète ou se loue comme n'importe quel objet manufacturé », ce qu'illustre parfaitement le personnage de Joyce cherchant à investir au mieux son capital-beauté.
Si Némirovsky gomme dans David Golder ses intentions moralistes, ce roman n'en marque pas moins un jalon dans une perspective où la nature des hommes et des femmes est dévoyée par une poursuite d'argent qui les renvoie à leur solitude narcissique.

#### Judéité
Face à certains interlocuteurs, Irène Némirovsky convient avoir cherché dans David Golder à exprimer « l'âme juive ».
Tout en préférant le réalisme et la satire à l'idéalisation, elle a souhaité magnifier à travers Golder et son histoire certains traits de ce qu'elle considère comme le « génie » juif : « le courage, la ténacité, l'orgueil […] en un mot, « le cran » », qualités qu'elle pense pour sa part avoir héritées de son père. Elle précise cependant qu'elle a voulu, comme dans d'autres récits, dépeindre un milieu spécifique plutôt qu'une « race », selon la terminologie de l'époque : celui qu'elle a observé de près, des financiers russes ashkénazes récemment enrichis, ou encore, ajoute-t-elle, des Juifs « cosmopolites chez lesquels l'amour de l'argent a pris la place de tout autre sentiment » et a « détruit peu à peu tout amour des traditions et de la famille »,.
Enracinée dans ce milieu qu'elle récuse, elle en tire de façon encore implicite l'idée d'un destin proprement juif : à la fois juge et partie prenante, comme son auteur, Golder plonge dans le monde inhumain des affaires « non pas tant pour s'enrichir au présent que pour faire face à la menace de la déchéance » guettant ceux que les crises ou les régimes chassent de pays en pays. Sa femme n'est pas non plus réductible à sa seule avidité : « David et Gloria ne sont pas mus par la soif de l'or, mais par le souvenir menaçant de leur misère, qu'il combat sans relâche et qu'elle repousse avec terreur. »

#### Vanité et rédemption

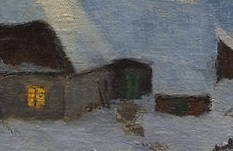
P. Müller-Kaempff, L'hiver sur le Darß (détail). David Golder meurt en croyant revoir sa maison d'enfance éclairée un soir d'hiver.

Ce premier roman d'Irène Némirovsky inclut déjà une dimension spirituelle biblique voire chrétienne.
Un des thèmes de David Golder est l'angoisse de la mort : confronté d'abord au suicide de Marcus, le héros croit mourir lors de son malaise dans le train, qui anticipe sa traversée finale sur le cargo. Providentielle de ce point de vue, sa faillite provoque en lui une crise existentielle initiatique : la dévaluation puis la perte de valeurs boursières frelatées entraîne un dépouillement volontaire en même temps qu'une réappropriation d'autres valeurs — retour aux origines, filiation, culture ancestrale.
Dès la parution de cette « variante de l'Ecclésiaste dans le domaine de la haute finance », Benjamin Crémieux et André Maurois en ont saisi le pessimisme métaphysique. Crémieux voit en Golder une allégorie de « l'âme juive » : « il veut tout en sachant que tout n'est rien. C'est pourquoi il [montre] tour à tour l'ambition du David biblique et le détachement de l'Ecclésiaste », ce qui le relie aussi à Tolstoï et au christianisme russe.
David Golder se sacrifie par amour pour sa fille au terme d'un parcours analogue à un chemin de croix. Christian Donadille en retrace les étapes qui suivent l'élimination de son bras droit Marcus : nuit au casino, refus du rôle de « money maker », vente de ses biens, dégradation physique, vestimentaire, retour à ses racines dans le quartier juif de Paris, abandon de sa fortune à sa fille et, phase ultime de cette passion, agonie sur le bateau où le mourant finit comme transfiguré par la lumière du couchant qui traverse le hublot. Si la romancière a biffé l'ultime phrase du manuscrit, « Il entra dans la paix éternelle », elle suggère bien, dix ans avant sa conversion au catholicisme, la possibilité pour l'homme de se racheter et d'être sauvé.

## Un événement littéraire
Irène Némirovsky fait une entrée fracassante sur la scène littéraire lorsque David Golder, son premier vrai livre, est publié par un éditeur important : le roman obtient un gros succès critique et restera son best-seller,.

### Une publication mouvementée
Comme tout événement littéraire, remarque Jonathan M. Weiss, celui-ci a sa part de légende.
En septembre 1929, Irène adresse son manuscrit aux Œuvres Libres mais le rédacteur en chef lui demande de l'amputer d'une cinquantaine de pages, soit le quart. Ne pouvant s'y résoudre — non plus qu'à une cinquième rédaction en fin de grossesse —, elle s'avise que l'audace lui a toujours réussi et que les éditions Grasset ne s'offusqueraient pas d'un texte truffé de gros mots et de sous-entendus grivois. Elle l'envoie sous son nom d'épouse et une adresse en poste restante, « pour qu'en cas d'échec, précise-t-elle plus tard, ma démarche restât ignorée des miens » et pour éviter tout rapprochement avec des textes parus sous son nom.
Henry Muller, employé chez Grasset au service des manuscrits, est d'emblée saisi par le ton et la vivacité de ce récit trivial, qu'il s'empresse de faire lire à son patron. Pour en avoir publié, Bernard Grasset sait que le roman d'argent, a fortiori si les protagonistes sont juifs, a le vent en poupe car l'époque s'inquiète du culte des richesses matérielles,. Il écrit immédiatement au mystérieux « M. Epstein » puis, toujours sans nouvelles, fait passer une annonce dans les journaux : « Cherche auteur ayant envoyé manuscrit aux Éditions Grasset sous nom Epstein ». C'est probablement une manœuvre publicitaire mais la légende dorée de David Golder veut qu'Irène Némirovsky ne se soit fait connaître aux Éditions Grasset qu'à la toute fin de novembre, trois semaines après la naissance de sa fille Denise.

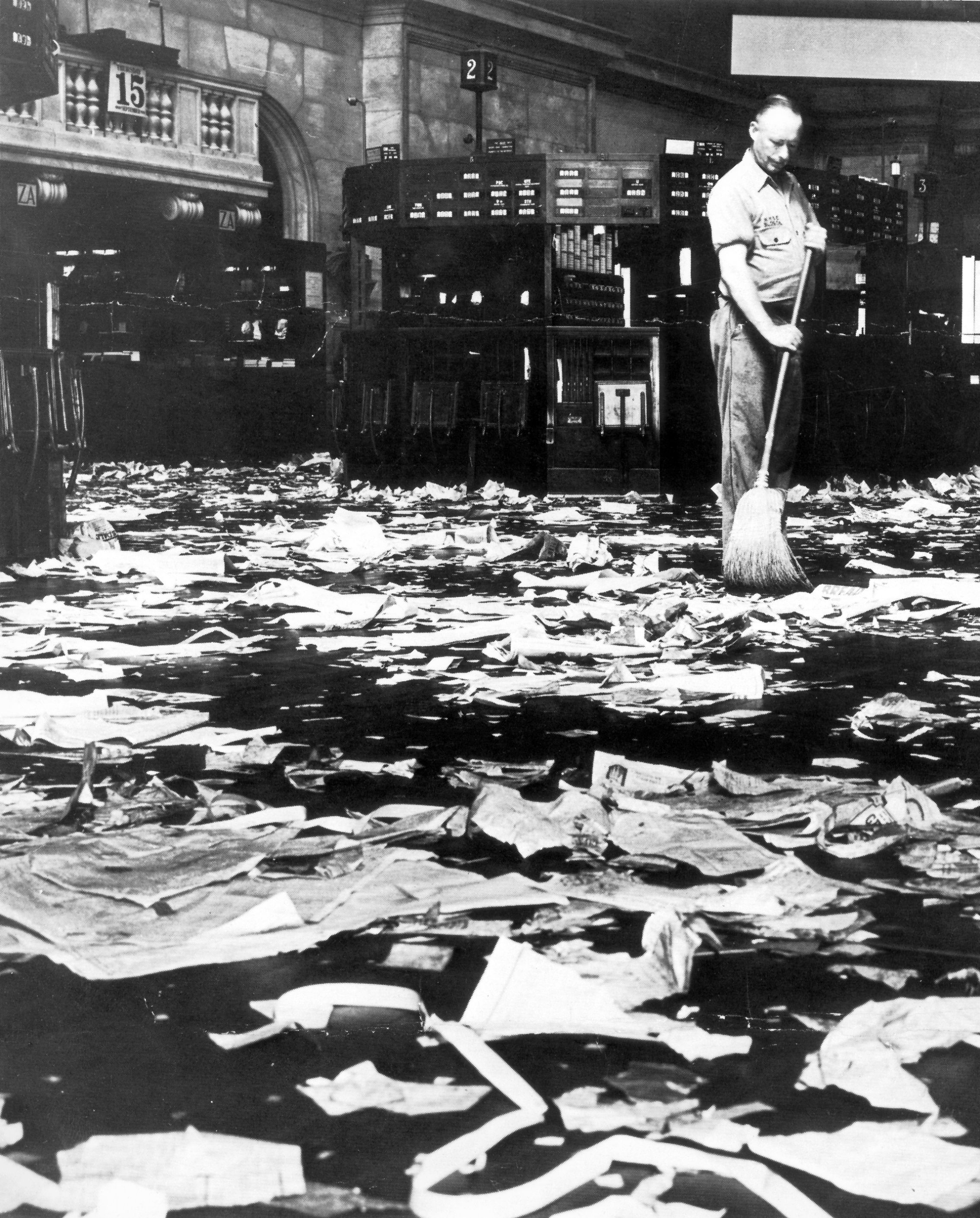
Après le krach de 1929, un employé de Wall Sreet balaie les titres devenus sans valeur.

Grasset entrevoit le profit à tirer du fait que l'auteur de ce sombre roman fort peu sentimental soit une jeune accouchée, une émigrée russe écrivant en français, « une Juive enfin, sans complaisance pour les siens ». En une demi-heure est signé un contrat qui engage Némirovsky pour ses trois prochains ouvrages,. En attendant, David Golder sera le quatrième volume de la collection « Pour mon Plaisir », que Grasset réserve à ses « coups de cœur » et qui vient d'accueillir Jacques Chardonne (Les Varais), Jean Cocteau (Les Enfants terribles) et Jean Giono (Un de Baumugnes).
Cet éditeur « à l'américaine » ne néglige rien pour assurer le lancement de son nouveau produit encore sous presse. Le 7 décembre 1929, il publie dans Les Nouvelles littéraires une présentation où, comme il l'avait fait pour Raymond Radiguet à la sortie du Diable au corps, il rajeunit l'auteur de trois ans afin d'accentuer son côté « prodige » ; il annonce une œuvre qui « doit aller très loin », « toute une philosophie de l'amour, de l'ambition, de l'argent [qui] rappelle Le Père Goriot ». Suivront dans d'autres journaux des comparaisons avec le réalisme de Balzac et le naturalisme de Zola ou Dickens.
Même ceux que n'abusent pas les méthodes offensives de Grasset s'interrogent sur cette romancière au nom imprononçable. En vitrine pour Noël au prix de 15 francs, le livre connaît un succès de librairie qu'explique en partie le contexte de cette fin d'année 1929 : la Grande Dépression n'atteindra la France que plus tard mais les esprits ont été frappés en octobre par le krach boursier et en novembre par les révélations du Canard enchaîné sur la faillite frauduleuse d'Albert Oustric ; les aventures de David Golder semblent y faire écho tandis que son identité juive rappelle Marthe Hanau, inculpée un an auparavant dans un autre scandale. « D'aucuns voudront voir en lui le type du financier sans foi ni patrie, prospérant crapuleusement sur le terreau national. » Les lecteurs sont fascinés par ces fortunes et ces destins qui se font et se défont en un clin d'œil au gré des cotations boursières internationales.

### Réception critique
Tous les critiques ne suivent pas l'éditeur dans ses parallèles avec de grands écrivains et certains s'inquiètent de ce que David Golder paraît véhiculer une image négative des Juifs : la plupart ne l'en considèrent pas moins comme une œuvre forte.

#### «Une puissance exceptionnelle»

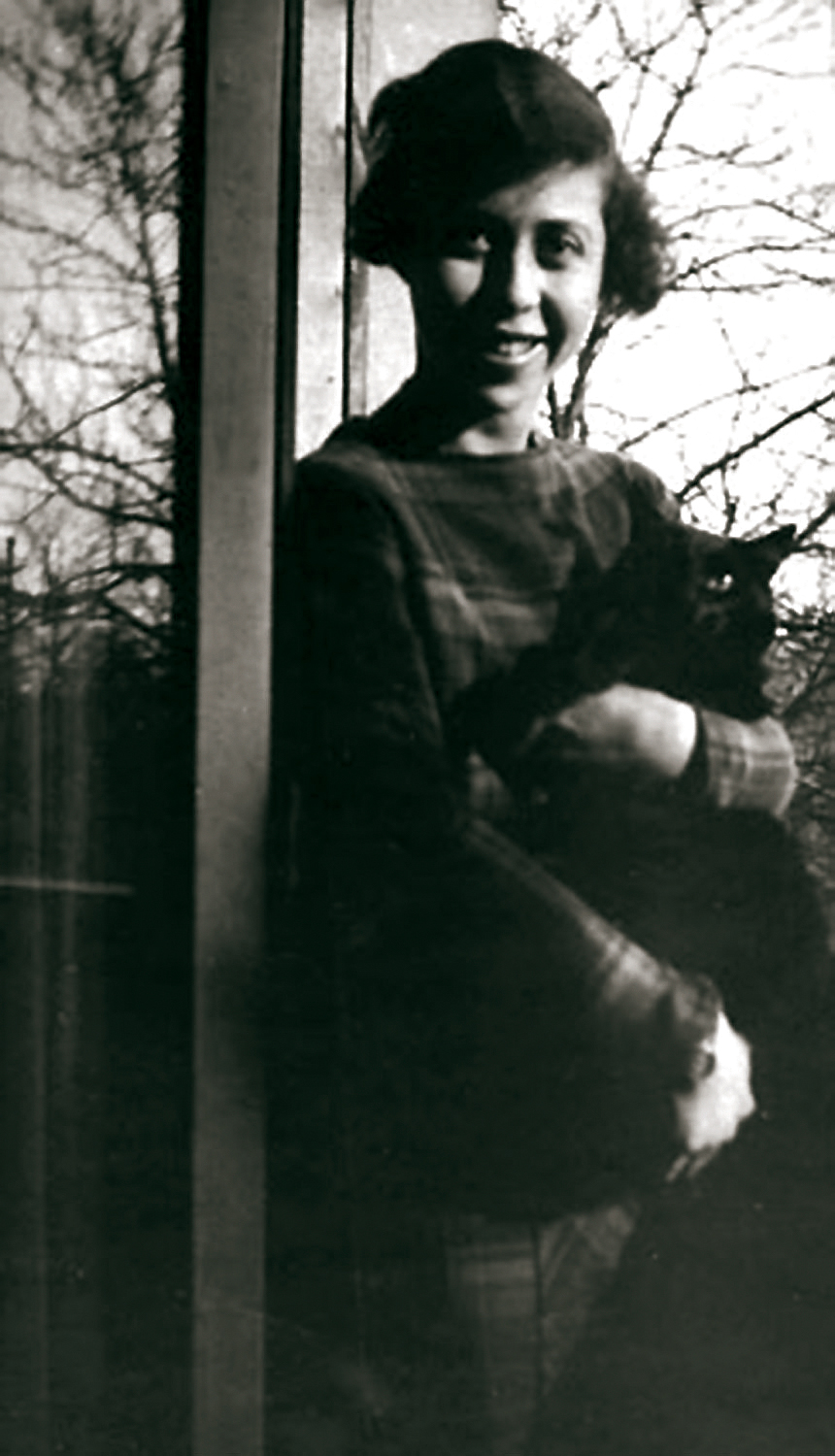
Irène Némirovsky en 1928.

Dès janvier 1930 sont salués David Golder et sa puissance jugée parfois digne de Balzac.
Le 11 janvier 1930 paraît dans Les Nouvelles littéraires le premier entretien de la romancière, « Une heure avec Irène Némirovsky ». Intervieweur renommé, Frédéric Lefèvre insiste sur la douceur souriante de la jeune femme — là où d'aucuns imaginaient une virago — et l'interroge sur son passé, son travail, ses auteurs favoris, les dessous de la publication de David Golder. Cet article sera largement pillé bien que d'autres revues dépêchent elles aussi des journalistes auprès de l'étoile montante.
Tout au long du printemps, quotidiens et périodiques parisiens ou régionaux lui consacrent des articles qui, sous des signatures souvent fameuses, saluent l'émergence d'un talent très sûr : Henri de Régnier (Le Figaro), André Bellessort (Le Journal des débats), Gaston de Pawlowski (Comœdia, Gringoire), Robert Kemp, Edmond Jaloux, André Billy, André Maurois, Frédéric Lefèvre (Les Nouvelles littéraires), André Thérive (Le Temps), Daniel-Rops ou Robert Brasillach (L'Action française). Marcel Thiébaut, pour la Revue de Paris, est presque seul à déprécier ce livre « excessivement inégal où des « morceaux » réussis alternent avec de longs passages d'une inspiration très artificielle ».
La plupart des commentateurs notent le caractère tragique voire universel de l'histoire, celle du capitaliste moderne ruiné ou du père qui se sacrifie pour son enfant : le héros est comparé non seulement à Goriot mais à Gobseck et Nucingen. Ceux qui rapprochent l'œuvre de Dickens, Zola ou encore Daumier soulignent son réalisme impitoyable. À chercher les ressorts physiologiques du « Juif d'argent », personnage type à la Balzac, d'autres manquent le « self-made man » et la réflexion désabusée sur le monde des affaires. Premier à parler de « chef-d'œuvre », André Thérive est un des seuls à comprendre que le protagoniste ne tient pas à la fortune mais touche la vanité de ses illusions et de son existence : David Golder retrace selon lui non un tableau de la haute finance juive mais l'agonie d'un « homme qui n'a pas su vivre et n'ose pas mourir ».

#### «Un beau livre qui pue»

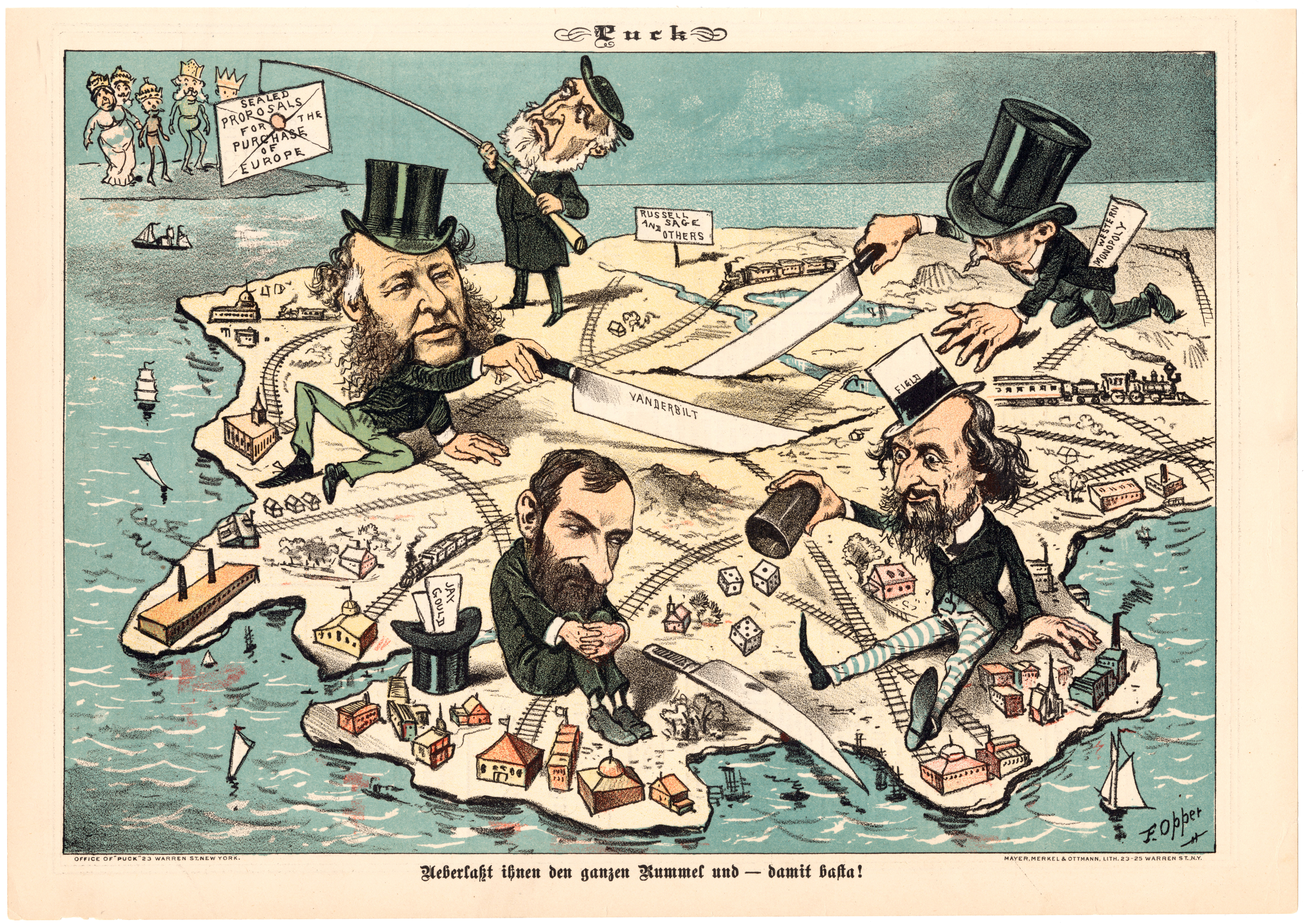
Caricature anticapitaliste de Opper tirée de l'hebdomadaire satirique Puck (1882).

Si ses interprétations divergent, la peinture au vitriol des milieux financiers fait quasiment l'unanimité.
Même dans la presse féminine, les critiques ont du mal à admettre que le sujet et le style de David Golder émanent d'une femme : « virilité, force, vigueur, cynisme, âpreté, noirceur, cruauté, pessimisme, puissance, « poigne de mâle » et même « muscle » sont les termes qui traduisent le plus souvent la stupéfaction des chroniqueurs. » Certains doutent qu'une femme puisse surpasser Colette en audace, d'autres en prennent acte à contrecœur. André Bellessort déplore que les garçonnes osent les mêmes indécences que les hommes, et une partie de la presse traditionaliste en augure une décadence de la société comme des lettres — ainsi Antoine Redier pour La Revue française ou ses confrères de Comœdia.
S'ils déconseillent cette lecture aux jeunes filles, les journaux catholiques y voient un repoussoir efficace contre l'immoralité de l'argent et l'avilissement dans le plaisir. Hormis une frange pour qui l'auteur de David Golder reste l'héritière d'un banquier tsariste, la presse de gauche apprécie aussi ce texte dévoilant les turpitudes de la haute finance : la CGT le programme en feuilleton dans son quotidien Le Peuple pour le début de l'année suivante. Quant à la presse de droite, elle lui prête une valeur quasi documentaire sur la face pourrie de l'économie, rappelant de façon plus ou moins appuyée l'origine juive des protagonistes.

#### «Un Juif pour antisémites»
La façon dont une certaine droite s'empare de David Golder pour justifier son antisémitisme corrobore les craintes de la presse « israélite ».
Les personnages intéressent dans le contexte des années 1930 parce que ce ne sont pas des financiers français de longue date comme les Rothschild mais des émigrés récemment arrivés d'Europe centrale et dont la capacité à s'assimiler est mise en question. Némirovsky ne craint pas en effet de leur attribuer des caractéristiques et motivations censées être proprement juives, à commencer par un appétit du gain provenant selon elle d'une peur d'être chassé de partout et d'un destin « racial » accablant : ne pouvoir échapper à ses origines,. Cela apporte de l'eau au moulin d'une droite nationaliste volontiers antisémite.

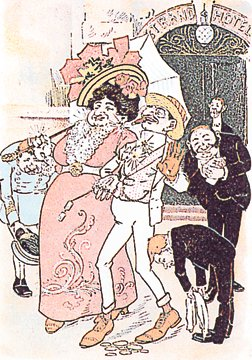
Carte postale antisémite allemande (vers 1900).

Brandissant l'identité de l'auteur comme une garantie de véracité, beaucoup voient dans David Golder la confirmation de leurs préjugés sur les Juifs : stéréotypes physiques et psychologiques, vénalité, rapacité, masochisme, éternelle insatisfaction, quête de la Terre promise sous la forme de l'argent. André Billy feint d'ailleurs de croire à un pamphlet : « Seule une Juive, se réjouit-il, pouvait écrire sur la folie juive de l'or un réquisitoire aussi terrible et aussi clairvoyant. » Un chroniqueur de L'Action française recommande cet ouvrage qui démonte les « jeux des princes dont nous autres, chrétiens, faisons les frais ». Pour Gaston de Pawlowski et d'autres dans Gringoire ou Comœdia, la fin de Golder invite les Juifs à intégrer les normes de leurs pays d'accueil, à moins de vouloir rester à jamais des Juifs errants.
Prête à convenir de sa valeur littéraire, la presse juive « réagit avec émotion aux portraits antipathiques des juifs » du roman, l'essayiste Pierre Paraf étant l'un des premiers à dénoncer en Golder une figure de « Juif pour antisémites ». L'hebdomadaire sioniste tunisien Le Réveil juif fustige des personnages odieux, le cliché des Juifs « rois de l'or et du pétrole » ne pouvant qu'agréer à ceux qui les haïssent. Si un mensuel alsacien insiste sur l'universalité du sujet, L'Univers israélite attend pour recenser l'ouvrage d'avoir fait interviewer l'auteur de David Golder.
Au demeurant charmée par celle-ci, Nina Gourfinkel tente de lui démontrer qu'en peignant des juifs dépourvus de sens moral, elle a pris le risque de fournir des armes à leurs ennemis. Ce à quoi la jeune romancière répond que juive et fière de l'être, elle ne saurait être taxée d'antisémitisme ; et qu'elle ne prétend pas avoir décrit tous les Juifs mais ceux qu'elle a connus (« C'est ainsi que je les ai vus »),. « La journaliste attaque, l'auteure pare », et la première sort de l'entretien avec la pensée ambiguë qu'« antisémite, certes, Irène Némirovsky ne l'est pas. Aussi peu que juive ». Son article du 28 février 1930, « L'expérience juive d'Irène Némirovsky », se conclut sur l'idée que celle-ci n'est pas responsable si ses lecteurs jugent une communauté à partir d'individus fictifs, mais aussi sur l'espoir qu'à l'avenir elle élargira sa vision.

### La rançon de la gloire
La carrière voire la vie d'Irène Némirovsky vont être marquées par le succès de David Golder au-delà de son adaptation immédiate au théâtre et au cinéma.
Fernand Nozière, critique dramatique qui arrange des romans pour la scène, acquiert dès février 1930 les droits de David Golder. Il taille dans le texte en ne gardant que les passages les plus « pittoresques », engageant même des comédiens russes pour la fin. Il en résulte un vaudeville destiné à faire rire que la stature d'Harry Baur, chargé du rôle-titre et de la direction d'acteur, ne parvient pas à sauver. La première a lieu le 26 décembre 1930 au Théâtre de la Porte-Saint-Martin. Irène Némirovsky s'amuse mais la presse et le public déplorent une mise en scène poussive et un simplisme caricatural — qui inspire à Jean Sennep un dessin où Paule Andral, interprète de Gloria, tend la main vers les pièces que Harry Baur fait pleuvoir d'un robinet greffé sur son flanc : la pièce tombe après une vingtaine de représentations.
Déjà connu dans le cinéma muet, Julien Duvivier décide de tirer son premier film parlant de David Golder, dont la lecture l'a bouleversé. Le cinéaste féru de littérature rassure la romancière cinéphile sur son désir de rester fidèle à l'œuvre. Les producteurs Marcel Vandal et Charles Delac signent fin août avec Grasset et le tournage commence à l'automne, perturbé par un imbroglio juridique entre Nozière et Duvivier qui l'accuse de plagiat. L'écriture du scénario a été facilitée par les nombreux dialogues du roman et sa structure en séquences, globalement respectées. Harry Baur et Paule Andral reprennent leurs rôles tandis que Jackie Monnier incarne leur fille, dont elle joue le snobisme, les caprices et la rouerie d'une façon jugée exaspérante mais de fait conforme à la Joyce du roman. Révélé en avant-première le 17 décembre au Théâtre Pigalle, le film sort à l'Élysée-Gaumont le 6 mars 1931 et reste à l'affiche jusqu'en septembre. En mars il a été projeté à Berlin.
À l'instar d'Irène, très émue de voir son héros s'animer, le public salue la prestation d'Harry Baur qui, doté du physique de son personnage, rend bien son côté « titan fatigué ». Duvivier ayant gardé les traits satiriques des personnages secondaires, certains y voient une illustration du péril juif. Le film échappe toutefois comme le roman à la caricature antisémite, estime Paul Renard, grâce à la grandeur sacrificielle et tragique du héros, et parce que la mise en scène et les prises de vue renforcent le pessimisme de l'œuvre : dureté des rapports sociaux, fascination pour l'argent, vanité des choses et de l'existence,.
« Aucune œuvre publiée après David Golder […] ne connut le retentissement de ce roman », dont plus de 60 000 exemplaires sont vendus en France entre l'hiver 1930 et l'automne 1933. Il est dès 1930 traduit aux États-Unis et en Allemagne, puis en quelques années dans toute l'Europe, et jusqu'au Chili ou au Japon. Il a lancé la carrière de Némirovsky — suscitant d'ailleurs en elle la peur de ne plus être à la hauteur — mais l'a comme enfermée dans une définition : ses textes ultérieurs ne cessent de lui être comparés. Si ses sujets russes et ses satires de la bourgeoisie française plaisent toujours, les « soupçons de poncifs antisémites » resurgissent chaque fois que, réglant ses comptes avec son passé, elle met en scène des personnages juifs sur fond de spéculation. En 1935, tout en complétant sa défense de David Golder pour la journaliste Janine Auscher de L'Univers israélite (« Que dirait François Mauriac si tous les bourgeois des Landes […] lui reprochaient de les avoir peints sous des couleurs si violentes ? »), elle tempère ses principes réalistes au vu de l'actualité : « Il est tout à fait certain que s'il y avait eu Hitler, j'eusse grandement adouci David Golder et ne l'aurais pas écrit dans le même sens. Et pourtant j'aurais eu tort, c'eût été une faiblesse indigne d'un véritable écrivain ! »

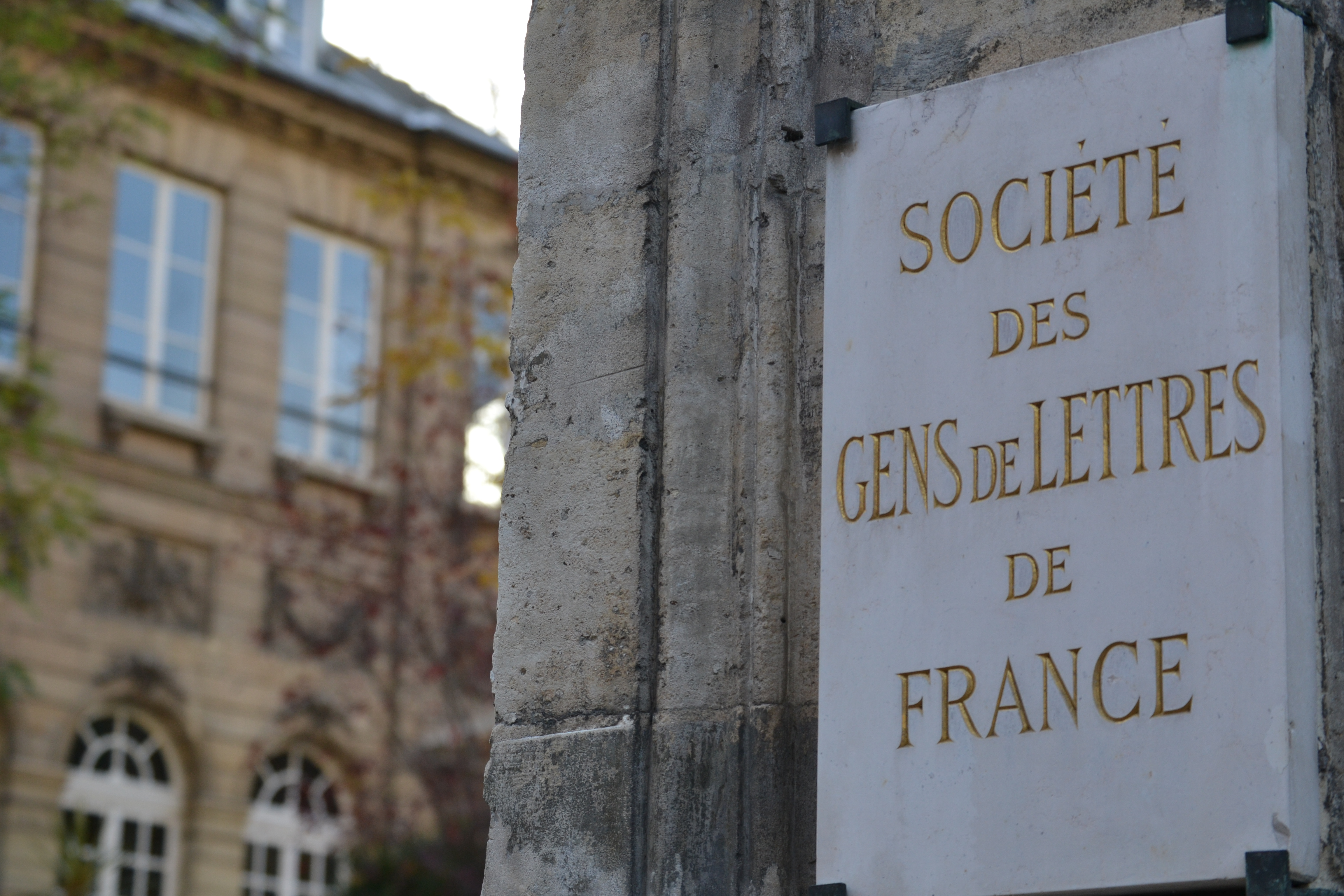
Gaston Chérau et Roland Dorgelès parrainent I. Némirovsky à la Société des gens de lettres dès 1930.

En novembre 1930, comme il était question d'elle pour le prix Femina ou le prix Goncourt, Irène Némirovsky avait ajourné sa demande de naturalisation par crainte d'en entacher la sincérité : « Je voudrais que cela soit absolument désintéressé de ma part, que le bénéfice moral et matériel du prix n'influence en rien un don tel que je le comprends », écrivait-elle à Gaston Chérau. Ni elle ni son mari ne pouvaient alors deviner qu'il leur deviendrait de plus en plus impossible d'obtenir la nationalité française.

## David GolderauXXIesiècle
L'œuvre de Némirovsky tombe dans l'oubli après la Seconde Guerre mondiale. Lorsqu'elle est redécouverte dans les années 2000, ses romans « juifs », à commencer par David Golder, alimentent des accusations d'antisémitisme, spécialement dans la presse américaine : la Shoah « a changé non seulement le destin d'Irène Némirovsky mais la façon dont nous, son public, interprétons son œuvre ». Les universitaires mettent toutefois en garde contre les anachronismes et interrogent les rapports subtils de la romancière tant avec les stéréotypes qu'avec son identité juive.

### Un roman controversé
Traduit et applaudi aux États-Unis dès 1930, suivi par Jézabel en 1937 et La Vie de Tchekhov en 1950, David Golder pèse dans les griefs adressés post mortem à son auteur avec une virulence inédite en France.

#### Renaissance de l'œuvre
L'attribution à Némirovsky, pour Suite française, d'un prix Renaudot posthume exceptionnel entraîne rapidement la réédition de tous ses livres.
Après les lois antijuives du régime de Vichy, la romancière n'avait pu faire paraître quelques nouvelles que dans des revues et sous pseudonyme. Déportée en juillet 1942 et emportée un mois plus tard par le typhus au camp d'extermination d'Auschwitz, elle est assez vite oubliée en tant qu'écrivaine. David Golder reparaît en 1947 chez Ferenczi & fils, qui l'avait publié en 1931 avec des gravures sur bois de Pierre Dubreuil, et l'année suivante le Cercle lyonnais du livre en tire 160 exemplaires agrémentés de cuivres originaux de Jean Auscher. Le roman est ensuite réimprimé de loin en loin chez Grasset ou Hachette, y compris dans Le Livre de poche, sans écho.
Ayant échappé aux rafles de Juifs durant la guerre, ses filles Denise et Élisabeth sont demeurées longtemps sans s'apercevoir que la vieille valise de leur mère — objet pour elles douloureux et sacré — contenait une suite romanesque inachevée. Un sursaut de Denise Epstein au tournant des années 1990 et sa persévérance à transcrire le manuscrit avant de confier les archives d'Irène à l'Institut mémoires de l'édition contemporaine conduisent en 2004 à la publication de Suite française puis à son couronnement par le Renaudot. L'ouvrage rencontre un vrai succès en dépit des quelques voix — ainsi celles de Josyane Savigneau en France ou d'Alice Kaplan aux États-Unis — dénonçant le rôle indu qu'a pu y jouer la fin tragique de son auteure : huit ans plus tard, toute l'œuvre de Némirovsky a été rééditée et en partie traduite à l'étranger où elle est globalement très appréciée.

#### Essor d'une polémique

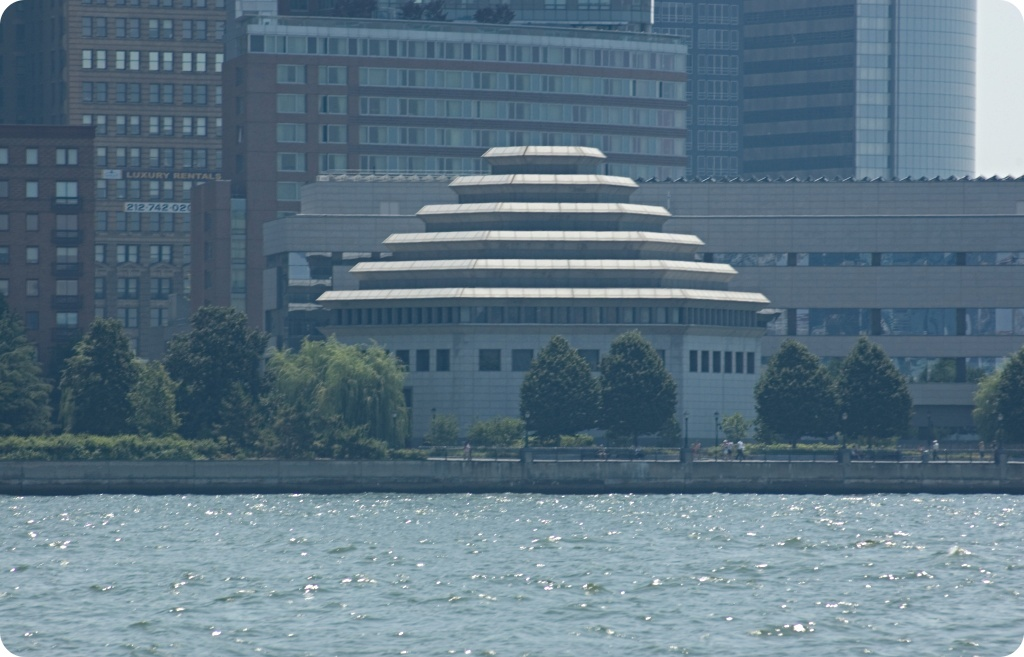
L'exposition sur la vie et l'œuvre d'Irène Némirovsky au Museum of Jewish Heritage (2008) ne calme pas la controverse.

En deux ans, la victime de l'Holocauste devient aux yeux d'une partie du public anglo-saxon « a self-hating Jew » qui dès son premier roman a renié sa communauté.
Suite française est chaleureusement accueilli aux États-Unis mais l'intérêt s'y porte plus encore qu'en France sur la judéité de la romancière et sa mort à Auschwitz. Or, dans ce roman écrit à chaud sur l'exode de juin 1940 et l'Occupation, la presse juive américaine pointe l'absence d'allusion au sort des Juifs — oubliant que seuls les propos antisémites avaient droit de cité sous le régime de Vichy.
Le débat gagne la presse non juive avant de s'affaiblir en traversant l'océan Atlantique. Il a pris feu du fait de l'omission en anglais d'une phrase de la préfacière Myriam Anissimov lorsqu'elle énumère les clichés péjoratifs sur les Juifs disséminés dans l'œuvre de Némirovsky : « Quelle relation de haine à soi-même découvre-t-on sous sa plume ! » Il est attisé par la nouvelle traduction de David Golder en 2007 ainsi que par des éléments biographiques comme la conversion d'Irène au christianisme en 1939, sa supplique à Pétain en septembre 1940, sa collaboration avec l'hebdomadaire Gringoire ou ses liens avec des intellectuels de droite antisémites tels Paul Morand. Ses détracteurs trouvent d'ultimes armes dans Le Mirador, autobiographie imaginaire d'Irène par sa fille Élisabeth Gille : sa voix post Auschwitz amplifie en effet les doutes qu'a eus la romancière dans les années 1930 au sujet de David Golder.
En tête des critiques, Ruth Franklin, rédactrice pour The New Republic, estime dans son article « Scandale française [sic] » du 30 janvier 2008 que David Golder est « à tous égards un livre effarant », une « parodie raciste de roman » emplie de clichés grossiers qui préfigurent les portraits « implacablement tendancieux » des ouvrages à venir : Irène Némirovsky aurait bâti sa réputation littéraire sur le « trafic des stéréotypes antisémites les plus sordides », présentant les Juifs comme inassimilables par la société française. Le journaliste Allen Barra évoque de même à propos de David Golder un « torrent de haine de soi ».
Le journal Libération le constate en mars 2007 : il est en Grande-Bretagne et surtout aux États-Unis reproché à Némirovsky d'avoir créé des personnages juifs révoltants, plus stéréotypés que complexes, propres à conforter les préjugés antisémites de son temps et trahissant sa détestation d'elle-même en tant que Juive.

### De certains malentendus
Loin de nier le malaise que provoquent aujourd'hui les personnages juifs de Némirovsky, ses défenseurs tentent de dépasser les lectures partielles et de réfléchir au fonctionnement des stéréotypes, notamment dans David Golder.

#### Erreurs ou procès d'intention
Maintes critiques pêchent par méconnaissance du contexte, de l'œuvre entière — composée aux trois-quarts de romans « non juifs » — et de son auteure.
Le héros de David Golder lutte sur le triple front d'une concurrence acharnée, de femmes prédatrices et de la maladie : il est traité avec une certaine tendresse, le mépris de sa créatrice allant aux forces corruptrices qui l'entourent. Pour Jonathan M. Weiss, il inaugure un des deux groupes de personnages juifs de Némirovsky, ceux dont l'instinct généreux n'a pas été gâté par le lucre et qui puisent leur énergie dans un long passé de persécution. Les figures secondaires de ce premier roman relèvent davantage d'une stéréotypie négative. Bien qu'il ait pu les juger sévèrement, Weiss pointe néanmoins les erreurs historiques de ceux qui condamnent la romancière pour son aveuglement sur Hitler alors qu'il n'était pas encore au pouvoir et que les fascistes français lorgnaient plutôt du côté de Mussolini : en 1929 et même après, Irène Némirovsky ne pouvait prévoir le génocide des Juifs par les nazis ni la trahison d'une France qu'elle vénérait,.
L'Anglaise Angela Kershaw s'efforce dans son essai Before Auschwitz. Irène Némirovsky and the Cultural Landscape of Inter-war France de ressaisir l'œuvre de Némirovsky dans son contexte littéraire, social et politique, hors de « l'ombre portée d'Auschwitz ». Son analyse bourdieusienne insiste sur la conscience qu'avait la romancière du climat de réception des œuvres littéraires, ce pourquoi elle se permet dans David Golder des caricatures qu'elle désavoue plus tard. Soucieuse dès ce roman de séduire le grand public plutôt qu'une élite intellectuelle, elle jouerait de ses attentes sur « les Juifs » ou « les Slaves » sans être dupe, à l'inverse de certains lecteurs, des clichés qu'elle utilise.
David Golder est un « macher », terme yiddish englobant pour Némirovsky tous les affairistes orientaux, apatrides et un peu louches : si elle semble éprouver pour eux autant de répulsion que de fascination, elle sait les rendre attachants dans ses fictions, et l'article assez déplaisant qu'elle leur consacre lors de son unique incursion dans le journalisme politique date de la même année, 1934, que sa recension laudative d'une pièce allemande antinazie. Weiss, Philipponnat, Suleiman montrent qu'il est impossible de prêter à Irène Némirovsky l'antisémitisme qui a pu être celui de ses fréquentations mondaines et paraît lui dicter des portraits comme ceux de Fischl ou Soifer : rien n'y autorise d'après ses carnets d'écrivain, sorte de journal intime honnête et lucide,. De même, le fait qu'elle ait continué comme d'autres à publier dans Gringoire après le virage fascisant de celui-ci relève peut-être d'une naïveté politique, ou de son incapacité à sortir d'un certain « establishment » littéraire, non d'une adhésion aux idées extrêmes de la revue — seule de surcroît à l'éditer jusqu'à fin 1941.

#### La question des stéréotypes
L'emploi de stéréotypes divise dès la parution de David Golder en 1929 et a fortiori lors de sa réédition 75 ans plus tard.
L'œuvre doit être resituée dans un contexte historique et littéraire où les représentations stéréotypées de Juifs allaient plus ou moins de soi et n'étaient pas perçues comme traduisant forcément une hostilité raciste, rappellent Susan Suleiman et d'autres : ainsi Irène Némirovsky ne paraît-elle pas gênée de ce que Frédéric Lefèvre voie en elle « un beau type d'Israélite » ni de ce que l'illustrateur Jean Texcier exagère en marge de l'interview la noirceur de ses cheveux et la proéminence de son nez.

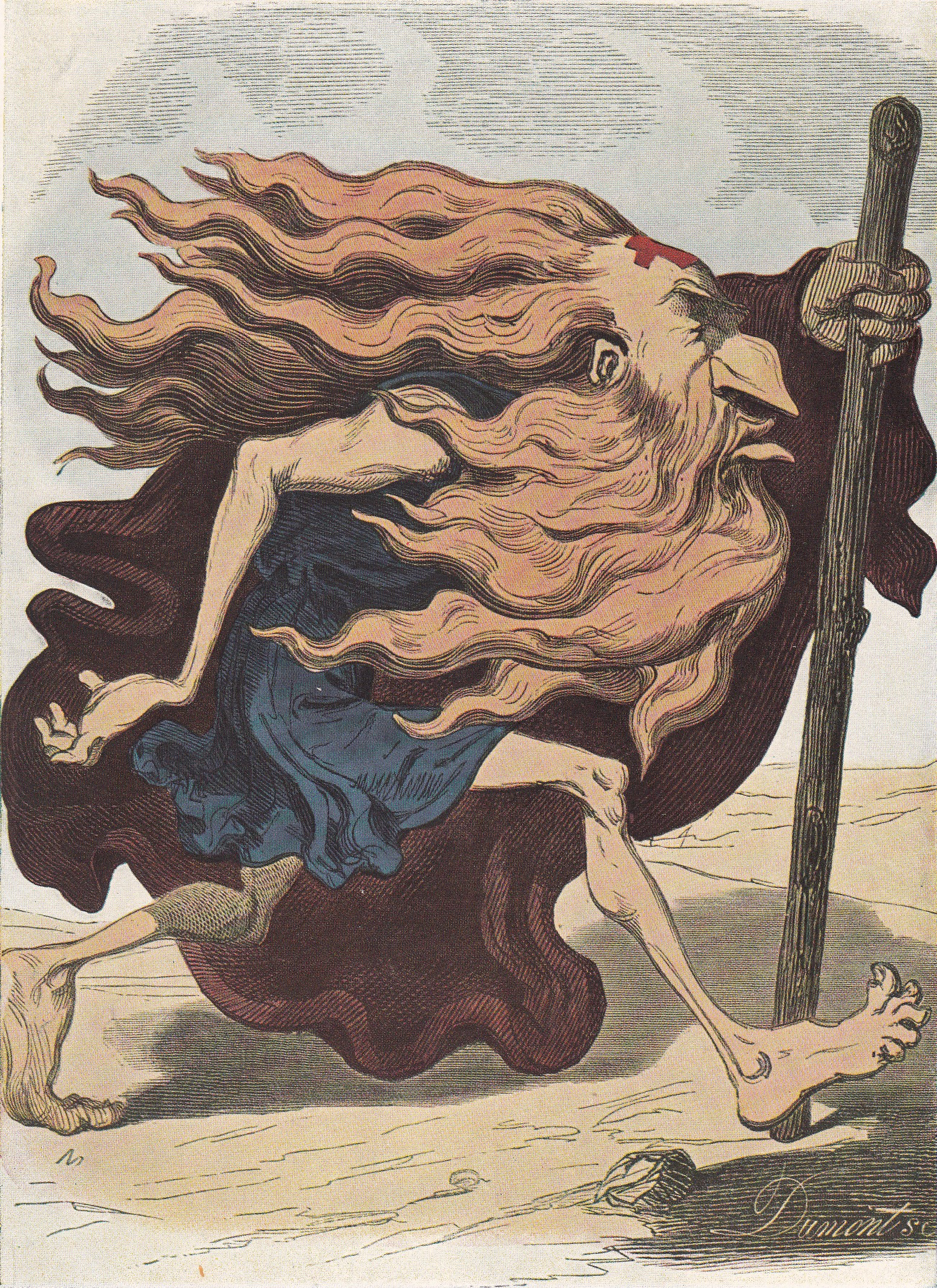
Caricature du Juif errant par Gustave Doré (1852).

Récurrent dans David Golder, le Juif sorti d'un ghetto pouilleux est un topos de la fin du XIXe siècle et du début du XXe siècle exploité par des écrivains juifs ou non, et le financier avide, tantôt véreux tantôt génial, évoque certains personnages de Balzac, Zola ou Maupassant. Ayant étudié le stéréotype du Juif roux dans la littérature européenne du XIXe siècle et du XXe siècle, Nelly Wolf en note la prégnance dans David Golder, où six personnages sont roux en plus du héros éponyme et de sa femme. Elle observe que la rousseur y fonctionne à la fois comme une métonymie et comme une métaphore de la condition juive, et qu'elle fait partie de ces « embrayeurs discursifs par lesquels se met en place une scénographie de l'altérité », sans stigmatisation particulière : sa mention ferait surgir presque mécaniquement un ensemble d'autres topoï, de l'or aux flammes infernales, la représentation du Juif s'élaborant par un montage de signes présents dans la culture ambiante.
De tels clichés choquent « aujourd'hui parce qu'ils relèvent d'une doxa antisémite qui servit de base idéologique à la destruction des Juifs d'Europe » ; à l'époque, ce que reproche à Irène Némirovsky une partie de la presse juive, ce ne sont pas ses personnages en eux-mêmes mais de les avoir, dans sa hantise des bons sentiments, noircis de façon inopportune. Si à l'inverse d'autres auteurs juifs la romancière reprend plus ou moins telles quelles en 1929 des images banalisées qui lui semblent « un des ingrédients de l'esprit français » auquel elle aspire, elle évolue ensuite vers plus de nuance dans ses descriptions.
Que les antisémites de 1930 voient leurs préjugés confirmés par David Golder n'invalide pas d'autres lectures, souligne Alice Kaplan. Angela Kershaw répète que les malentendus sont imputables à sa réception, non à sa production, Némirovsky ayant pris le risque de l'ambiguïté en s'abstenant de tout jugement narratif sur ses personnages : elle ne livre pas son opinion sur ses protagonistes, souvent vus à travers le regard d'un autre, ce qui ouvre un éventail interprétatif. Le portrait de Soifer, présenté en point de vue omniscient, paraît le seul où elle énonce une vision personnelle, en l'occurrence plutôt compatissante : « Plus tard Soifer devait mourir seul, comme un chien, sans un ami, sans une couronne de fleurs sur sa tombe, enterré dans le cimetière le meilleur marché de Paris, par sa famille qui le haïssait, et qu'il avait haïe, à qui il laissait pourtant une fortune de plus de trente millions, accomplissant ainsi jusqu'au bout l'incompréhensible destin de tout bon Juif sur cette terre,. »
Susan R. Suleiman montre qu'une fiction peut être subjectivement perçue comme un roman à thèse dès qu'elle touche à une question sensible : au premier stéréotype péjoratif, le lecteur tend à supposer que l'auteur le prend à son compte et à s'enfermer dans un cercle herméneutique où tout va désormais renforcer l'interprétation qu'il croit juste. Or, non seulement Némirovsky ne prétend peindre que les Juifs russes qu'elle a connus, mais surtout il manque à David Golder comme à ses textes ultérieurs l'essentiel pour pouvoir être qualifiés d'antisémites : « un système cohérent de sens qui cherche à discréditer les Juifs ». Attribuer à Némirovsky la vision répugnante de Fischl conduit à la condamner comme antisémite ; comprendre qu'il est vu par Golder qui craint d'être amalgamé avec lui permet de saisir qu'elle amorce une réflexion sur la haine de soi juive.

### Début d'une réflexion sur la judéité
Dès David Golder, Irène Némirovsky se sert de thèmes juifs pour exorciser le passé ou s'interroger sur l'identité juive.
La judéité est d'abord chez elle « un décor ou la métaphore de sujets tels que la solitude, le regret de l’enfance, le déracinement ou la quête de respectabilité », sans compter l'immoralité liée à l'argent qui traverse aussi ses romans « français ». David Golder vérifie ce qu'elle déclarait plus tard vouloir évoquer : « de[s] gens désaxés, sortis du milieu, du pays où ils eussent normalement vécu, et qui ne s'adaptent pas sans choc, ni sans souffrance, à une vie nouvelle ». « L'auteure se sert des stéréotypes pour régler ses comptes non pas avec son identité juive, mais avec le triste roman de son enfance », montrant d'ailleurs une famille éclatée aux antipodes des lieux communs sur la famille juive.
Plus tard la romancière usera des stéréotypes pour discréditer l'antisémitisme ; pour l'heure elle s'en sert afin de faire entrevoir le malaise existentiel des Juifs tiraillés entre leur désir de se fondre dans une société plus ou moins hostile et ce qu'ont façonné en eux des siècles d'oppression. Elle commence donc à méditer sur la question juive, terme qui, avant de désigner pour leurs ennemis le problème de la place des Juifs dans la nation, recouvrait pour eux-mêmes ces dilemmes identitaires. Avant de renouer avec ses origines, Golder préfigure les personnages de Némirovsky pour qui « l'« autre » […] n'est pas le Français, chrétien, mais « un autre » parmi les Juifs » (Fischl). Cette ambivalence qu'à l'instar du sociologue afro-américain W. E. B. Du Bois Susan R. Suleiman préfère appeler « conscience dédoublée », Némirovsky n'en serait pas la proie mais « la chroniqueuse de l'intérieur », fouillant « dans les plaies les plus profondes de la judéité », pour elle biologique et historique.
En 2016, alors que David Golder et son auteure continuent à faire débat chez les lecteurs juifs et aux États-Unis, où tous ses livres ne sont pas encore traduits, l'universitaire américaine espère contribuer à éclairer et apaiser La Question Némirovsky.

## Adaptations
- 1931 : David Golder, film français réalisé par Julien Duvivier, avec Harry Baur, Paule Andral, Jackie Monnier et Jacques Grétillat[191].
- 1950 : Son grand amour (My Daughter Joy), film britannique réalisé par Gregory Ratoff, adaptation libre de David Golder, avec Edward G. Robinson, Peggy Cummins et Richard Greene.

## Pour approfondir